# Новое (Пудегский сельсовет)
Новое — деревня в Вологодском районе Вологодской области.
Входит в состав Старосельского сельского поселения (с 1 января 2006 года по 8 апреля 2009 года входила в Пудегское сельское поселение), с точки зрения административно-территориального деления — в Пудегский сельсовет.
Расстояние до районного центра Вологды по автодороге — 34 км, до центра муниципального образования Стризнево по прямой — 8 км. Ближайшие населённые пункты — Опучково, Юрчаково, Пахталово, Щапилино, Жуково, Широгорье.
По переписи 2002 года население — 3 человека.